# Hugo Benitez
Pour les articles homonymes, voir Benitez.
Hugo Benitez, né le 20 janvier 2001 à Perpignan dans les Pyrénées-Orientales, est un joueur français de basket-ball. Il évolue au poste de meneur.

## Biographie
Hugo Benitez effectue ses gammes et a commencé le basket dans le club de l’USA Toulouges club phare des Pyrénées-Orientales d’où il est originaire.
En 2016, il rejoint le centre de formation et l’école des meneurs de la JL Bourg en Bresse après avoir essuyé des refus de plusieurs centres de formations à cause d’un physique jugé non conforme aux attentes des recruteurs et quitte Toulouges et les Pyrénées-Orientales pour le club de l’Ain. Le Jeu voit en lui un profil atypique dans le basket français avec un potentiel important. Lors de son arrivée, il évolue en Cadets France et devient rapidement un des leaders de son équipe sous les ordres du coach Pierre Murtin. Très vite, il propose une lecture du jeu et un QI Basket supérieur à la moyenne et comprend parfaitement ce que lui demandent ses techniciens.
En 2018, il remporte la finale de la Coupe de France U17 terminant MVP de la finale après avoir rendu une copie parfaite et menant son équipe au titre.
Durant la saison 2019, il remporte le championnat de France U18 au côté de son frère Elian face à Nanterre lors du Final Four dans la salle Ekinox à Bourg-en-Bresse après avoir survolé la saison régulière avec son équipe lors de son ultime année en cadets.
En 2019, il est également sélectionné en équipe de France 3*3 et devient vice-champion d’Europe Cadets.
L’année suivante, il rejoint l’équipe espoir où il démontre une nouvelle fois tout son talent. Il termine avec la meilleure évaluation du championnat espoir lors de la saison 2019-2020 avec 19,10 d’évaluation par match en seulement 27 minutes.
Au départ, non prévu dans l’effectif professionnel de la JL Bourg, Hugo Benitez prend très vite du galon en étant régulièrement appelé par Savo Vučević. Il est intégré au groupe professionnel via un contrat aspirant afin de dépanner à la suite des blessures de deux joueurs majeurs dans l’équipe. Très vite, sa maturité et sa maîtrise du jeu sautent aux yeux de tous. En effet, lors de la 4ème journée, son coach le fait entrer à 3 minutes de la mi-temps. Ce match marque un tournant puisqu’il sera régulièrement dans le 5 de départ et rend parfaitement à son coach la confiance qui lui est accordée : 2.7 points et 2 passes pour 4.3 d’évaluation en 10 minutes de moyenne. Le Catalan est l'une des révélations du championnat de France cette année-là.
Dans la foulée et quatre ans après son arrivée de l’Ain, Hugo Benitez est promu à temps plein chez les pros et signe son premier contrat professionnel d’une durée de trois ans au mois d’avril 2020 avec son club formateur comptant pleinement prouver qu’il a bien sa place en première division mais aussi au niveau européen.
À l’issue de la saison 2020-2021 de Jeep Elite, il fait partie des quatre joueurs en lice pour être élu meilleur jeune du championnat après avoir progressé tout en ayant un temps de jeu en forte hausse.
La saison 2020-2021 permet également au Catalan de découvrir une compétition européenne en jouant pour la première fois avec son club l’EuroCup où il réalise de bonnes performances. Il s’attire les éloges de certains coachs comme Alexandar Djordjević après son duel face à la Virtus Bologne.
En juillet 2021, il est sélectionné avec l’équipe de France U20 et remporte l’Euro Challengers à Tbilissi en Géorgie après avoir battu la Géorgie, l’Allemagne, la Bulgarie et la Pologne, les Bleuets ont dominé la Turquie pour réaliser le 5/5 (90-82).
Auteur d’un excellent tournoi, le joueur de la JL Bourg a été précieux durant ce tournoi et performant comme face à la Pologne (15 points à 6/9 aux tirs, 11 passes décisives, 4 rebonds, 5 interceptions et 4 balles perdues pour 31 d’évaluation en 28 minutes) ou encore en final avec 21 points (dont un 3/3 à trois points), 6 passes décisives et 26 d’évaluation, le Burgien Hugo Benitez a encore été époustouflant dans cette rencontre.
Au sein du club bressan, Hugo Benitez a trouvé l’environnement idéal pour progresser et s’épanouir dans une équipe compétitive.
En décembre 2021, il est appelé par Vincent Collet en tant que partenaire de l’équipe de France A dans le cadre de la préparation à la coupe du monde 2023 validant sa progression constante depuis son arrivée en professionnel. Le 27 février 2022, il honore même sa première sélection en Equipe de France A à Porto face au Portugal entrant en jeu en fin de rencontre.
En mars 2022, Benitez annonce son inscription à la draft 2022 de la NBA puis retire sa candidature en juin. Ayant 22 ans en 2023, il est automatiquement eligible en 2023.

## Famille
Son père, Benoît, est un meneur de jeu formé non loin de Bourg-en-Bresse, à Bellegarde-sur-Valserine, avant d'officier en Pro B en 1993-1994 à Aix Maurienne puis de rejoindre le club de Toulouges où il est devenu entraîneur puis président tandis que sa mère, Séverine, est également basketteuse, en NF2. Quentin, le frère aîné, est resté fidèle à Toulouges, de retour en Nationale 3 avant de rejoindre Charenton en 2021, tandis qu'Elian, a aussi intégré le centre de formation de la JL Bourg, remportant le titre de champion de France U18 avant d’intégrer l’équipe espoir où il brillera lui aussi.

## Palmarès et Distinctions

### En club
- Vainqueur de la Coupe de France cadets : 2018

- Champion de France cadets : 2019

### Sélection nationale
- Vice-champion d’Europe cadets de 3*3 : 2019

### Distinctions personnelles
- MVP de la final de la Coupe de France cadets : 2018

- Meilleure évaluation du championnat espoir : 2019

## Statistiques
gras = ses meilleures performances

### En espoir
Les statistiques d'Hugo Benitez dans le championnat de France Espoirs sont les suivantes :
| Saison    | Équipe   | Matchs | 5 Dép. | Minutes | % Tirs | % 3pts | % LF | Rbds/m | PassD/m | Int/m | Ctrs/m | Pts/m |
| --------- | -------- | ------ | ------ | ------- | ------ | ------ | ---- | ------ | ------- | ----- | ------ | ----- |
| 2017-2018 | JL Bourg | 5      | 3      | 18,2    | 33,3   | 33,3   | 50,0 | 2,0    | 4,8     | 0,4   | 0,2    | 2,2   |
| 2018-2019 | JL Bourg | 31     | 29     | 24,5    | 42,3   | 28,6   | 69,2 | 3,1    | 5,9     | 2,0   | 0,1    | 5,2   |
| 2019-2020 | JL Bourg | 13     | 13     | 27,2    | 51,2   | 37,1   | 72,2 | 3,6    | 7,4     | 2,6   | 0,2    | 13,0  |

### En professionnel

#### Jeep Élite
Les statistiques d'Hugo Benitez en Jeep Élite sont les suivantes :
| Saison    | Équipe   | Matchs | 5 Dép. | Minutes | % Tirs | % 3pts | % LF | Rbds/m | PassD/m | Int/m | Ctrs/m | Pts/m |
| --------- | -------- | ------ | ------ | ------- | ------ | ------ | ---- | ------ | ------- | ----- | ------ | ----- |
| 2019-2020 | JL Bourg | 19     | 5      | 10,0    | 43,9   | 47,1   | 72,7 | 0,7    | 2,0     | 0,7   | 0,1    | 2,7   |
| 2020-2021 | JL Bourg | 33     | 11     | 16,9    | 44,4   | 30,4   | 71,4 | 2,0    | 3,0     | 0,7   | 0,1    | 4,4   |

Dernière mise à jour : 30 juin 2021